# پرسش‌نامه شخصیتی چندمحوری مینه‌سوتا
پرسش‌نامه شخصیتی چندوجهی مینه‌سوتا (MMPI) مشهورترین و پرمصرف‌ترین آزمون شخصیتی برای سلامت روانی است که سال ۱۹۳۰ منتشر شد. پرسش‌های این آزمون جمله‌هایی اِخباری هستند که فرد باید موافقت یا مخالفت خود را با آن‌ها اعلام کند. مثال‌هایی از نوع عبارت‌های آزمون MMPI در زیر آمده‌است.
من اشتهای زیادی برای غذا خوردن دارم.
من به ندرت نگران سلامتی‌ام می‌شوم.
من پدرم را دوست دارم.
من یک آدم مهم هستم.
از آنجا که MMPI، پرسش‌نامهٔ پیچیده‌ای است، پیامدهای سوء تفسیر آن بسیار زیان‌بار است. به همین جهت استفاده از آن نیازمند وجود اجراکنندگان آموزش‌دیده و باتجربه‌است. توصیه شده‌است که این آزمون از سوی پرسنل مدارس مورد استفاده قرار نگیرد. در آزمون MMPI پاسخ‌های یک فرد با گروهای مختلفی از بیماران روانی مقایسه می‌شود.

## هدف از اجرای آزمون MMPI
هدف از اجرای این تست، شناخت شخصیت افراد است. با شناخت شخصیت افراد می‌توان به طرز رفتار آن‌ها، مشکلات اجتماعی، ناسازگاری‌ها و اختلالات پی برد.
بررسی و تحلیل این تست می‌تواند اطلاعات بسیار مفید و با ارزشی در اختیار روانشناسان قرار دهد و روان‌شناسان با کمک این اطلاعات به درمان این گونه اختلال‌های بیماران خود بپردازند. اجرای این تست کاربردهای بسیار فراوانی دارد. به‌طور مثال:
- شناخت شخصیت فرد مورد نظر
- مشاوره خانواده
- مشاوره قبل و بعد از ازدواج
- انتخاب بهترین درمان
- مشاوره قبل از استخدام
- مشاوره برای امور قضایی
- تست ازدواج MMPI

تست ازدواج MMPI از جمله معروف‌ترین تست‌هایی است که پیش از ازدواج باید انجام دهید. این تست ویژگی‌های عاطفی، مشکلات و اختلال‌های زیادی را برای مشاور ازدواج نمایان می‌کند.

## MMPI-2
نخستین نسخهٔ اصلاح‌شدهٔ MMPI-2، MMPI است که در سال ۱۹۸۹ انتشار یافته‌است. تا پیش از انتشار MMPI-2 در سال ۱۹۸۹ این آزمون از زمان انتشار آن در سال ۱۹۴۳ مورد تجدیدنظر قرار نگرفته بود، لذا دربارهٔ کفایت نمونه هنجاریابی شده اصلی نگرانی‌های جدی وجود داشت. در مواردی نوع دستور زبان و اشارات موجود در ماده‌ها منسوخ شده بود، بعض ماده‌ها شامل عبارات وابسته به جنس بود نهایتاً این نگرانی وجود داشت که مجموع ماده‌های MMPI امکان ارزیابی برخی از ویژگی‌های مهم را نداشت. در نتیجه نیاز به تجدیدنظر و هنجاریابی آن به شدت حس می‌شد و سمپوزیم MMPI در سال ۱۹۷۰ به‌طور کامل به موضوع تجدیدنظر آن اختصاص یافت. MMPI-2 برای افراد بزرگ‌سال ۱۸ سال و بالاتر مناسب است. برای آزمودنی‌های کوچک‌تر از ۱۸ سال باید از MMPI-A استفاده کرد. MMPI-2 شامل ۵۶۷ گزاره می‌شود و معمولاً حدود یک تا دو ساعت زمان می‌برد. همچنین نسخهٔ کوتاه شده‌ای از MMPI-2 وجود دارد که شامل ۳۷۰ گزارهٔ اول MMPI-2 است. نسخهٔ کوتاه‌شدهٔ MMPI-2 در وضعیت‌هایی به کار می‌رود که وقت کم است. وضعیت بالینی آزمودنی‌ها عامل مهمی در تصمیم‌گیری برای کاربرد MMPI-2 است. اشخاصی که بسیار مضطرب با تهییجی هستند، اغلب این کار را تقریباً تحمل نا پذیر می‌دانند.
آزمون شخصیتی مینه‌سوتا یا MMPI را می‌توان یکی از مهم‌ترین و معتبرترین آزمون‌ها در زمینه شخصیت دانست. این پرسش‌نامه در سال ۱۹۴۳ به‌وسیلهٔ هاتاوی و مک کنیلی در دانشگاه مینه سوتا ساخته شد و از آن پس در پژوهش‌های مختلف مربوط به مسائل شخصیتی و اختلالات روانی و در بیمارستان‌ها، کلینیک‌ها و مراکز بهداشت روانی مورد استفاده گسترده‌ای قرار گرفت. از سال ۱۹۴۳ تا ۱۹۵۴ بالغ بر ۶۸۹ مقاله پژوهشی که بیانگر ارزش چشمگیر این پرسش‌نامه در تشخیص و ارزشیابی شخصیت می‌باشد، منتشر شد.

## مقیاس‌های اساسی
پرسش‌نامه شخصیتی چندوجهی مینه‌سوتا دارای سه مقیاس می‌باشد که عبارتند از:
1. مقیاس‌های روایی اولیه
2. مقیاس‌های روایی جدید
3. مقیاس‌های بالینی

- مقیاس‌های روایی اولیه شامل: نمی‌توانم بگویم، دروغ‌پرداز، نابسامدی و مقیاس اصلاح می‌باشد.
- مقیاس‌های روایی جدید شامل: ناهمسانی پراکندگی پاسخ، ناهمسانی پاسخ‌های درست و F back می‌باشد.
- مقیاس‌های بالینی نیز شامل: خودبیمارانگاری، افسردگی، هیستری، انحراف روانی-اجتماعی، مردانگی-زنانگی، پارانویا، ضعف روانی، اسکیزوفرنی، شیدایی خفیف و درون‌گرایی اجتماعی.